# San Cristóbal, Argentina
San Cristóbal är en kommunhuvudort i Argentina.   Den ligger i provinsen Santa Fe, i den centrala delen av landet, 600 km nordväst om huvudstaden Buenos Aires. San Cristóbal ligger 79 meter över havet och antalet invånare är 14 286.
Terrängen runt San Cristóbal är mycket platt.
Trakten runt San Cristóbal består i huvudsak av gräsmarker. Runt San Cristóbal är det mycket glesbefolkat, med 4 invånare per kvadratkilometer.